# Nabój 7,5 × 55 mm Schmidt-Rubin
7,5 × 55 mm Schmidt-Rubin – szwajcarski nabój karabinowy.

## Historia
Nabój 7,5 × 55 mm został wprowadzony do uzbrojenia wraz z karabinem powtarzalnym Schmidt-Rubin M1889 w 1889 roku. Był to jeden z pierwszych naboi z kryzą łuski niewystającą.
Nabój był kilkakrotnie modernizowany. Ostateczna wersja weszła do uzbrojenia w 1911 roku i pozostaje nadal przepisowym nabojem karabinowym armii szwajcarskiej.

## Wersje
- GP11 – pocisk zwykły (masa pocisku 11,34 g, prędkość początkowa 780 m/s)
- L11 – pocisk smugowy (masa pocisku 10,11 g)
- FLAB11 – pocisk smugowy, przeciwlotniczy (masa pocisku 9,45 g)
- StK11 – pocisk przeciwpancerny z rdzeniem stalowym (masa pocisku 11,34 g)